# Nina Paulsen
Nina Paulsen (* 17. September 1950 im Dorf Berjosowka, Altai, Sowjetunion) ist eine russlanddeutsche Journalistin, Publizistin und Literaturkritikerin. Sie schreibt zur Integration, Kultur- und Literaturgeschichte der Russlanddeutschen.

## Leben
Nach dem Abschluss der Mittelschule (1958–1968) studierte Nina Paulsen an der Pädagogischen Hochschule in Nowosibirsk, Abteilung Deutsch und Englisch. Im Anschluss war sie vier Jahre lang als Deutschlehrerin an einer Dorfschule im Gebiet Nowosibirsk tätig.
Ab 1977 arbeitete sie bei der Redaktion der deutschsprachigen Zeitung Rote Fahne / Zeitung für Dich in Slawgorod, Altai. Sie veröffentlichte 1995 in Zusammenarbeit mit dem Internationalen Verband der Deutschen Kultur (Moskau) die Broschüre Russlanddeutsche Literatur: Etappen der Entwicklung (in russischer Sprache). Sie war Mitautorin des zweibändigen Lesebuches zur russlanddeutschen Literatur: Zwischen Kirgisen-Michel und Wolga, Wiege unserer Hoffnung (Slawgorod, 1998). Außerdem war sie Herausgeberin eines Erinnerungsbandes über Victor Klein: Meine Muse blickt mit offenen Augen ins Leben... Zeitgenossen über Victor Klein. Leben und Werk (Slawgorod, 2000).
Im Jahr 2000 reiste sie nach Deutschland aus. Ab April 2001 war sie Redakteurin der deutschen Beilage der russischsprachigen Aussiedlerzeitung Ost-Express (Wostotschny express) in Altenkirchen, Rheinland-Pfalz. Danach versuchte sie, eine eigene deutschsprachige Zeitung (DIALOG plus) aufzubauen. In den Jahren 2002–2022 war sie feste Mitarbeiterin der landsmannschaftlichen Zeitschrift "Volk auf dem Weg" mit zahlreichen Veröffentlichungen zur Geschichte und Kultur (Literatur, Kunst, Musik, Brauchtum) der Russlanddeutschen in Publikationen der Landsmannschaft der Deutschen aus Russland und anderen Publikationen. 
Ihr jahrzehntelanges journalistisches und publizistisches Engagement in besonderem Maße um die Kultur, Geschichte und Literatur der Deutschen aus Russland wurde 2022 mit der Ehrengabe zum Kulturpreis des Bundes der Vertriebenen, Landesverband Bayern, und 2024 mit der Ehrengabe des Russlanddeutschen Kulturpreises des Landes Baden-Württemberg (für den Bereich Literatur: Belletristik, Sachbuch, Journalismus und Publizistik) gewürdigt.
Nina Paulsen ist verheiratet und Mutter von drei Kindern. Sie lebt in Nürnberg, Bayern.

## Werke (Auswahl)
- Wo unsere Toten ruhen, liegt unsere Heimat. Begräbnistradition der katholischen Russlanddeutschen. Broschüre mit CD, Historischer Forschungsverein der Deutschen aus Russland e.V., Nürnberg 2010, ISBN 978-3-9809613-6-3.
- Die Deutschen in der Kaukasusregion. Verlorene Vergangenheit, die mit uns lebt. (Eckartschrift 222), Österreichische Landsmannschaft, Wien 2016.
- Die Wolgadeutschen – zerstreut in alle Winde. (Eckartschrift 233), Österreichische Landsmannschaft, Wien 2018.
- Begegnungen. Russlanddeutsche Autoren im Gespräch und Porträt. Band I. (zusammen mit Agnes Gossen), BKDR Verlag, Nürnberg 2021, ISBN 978-3-948589-13-4.
- Begegnungen. Russlanddeutsche Autoren im Gespräch und Porträt. Band II. (zusammen mit Agnes Gossen), BKDR Verlag, Nürnberg 2022, ISBN 978-3-948589-34-9.
- Das Leben war mein Lehrer. Das Leben und Werk des Wolgadeutschen Karl Betz. BKDR Verlag, Nürnberg 2024, ISBN 978-3-948589-50-9.
- Herold Belger. „Drei Saiten meiner Seele, drei Kreise meines Lebens“. BKDR Verlag, Nürnberg 2024, ISBN 978-3-948589-55-4.